# Yorman Bazardo
Yorman Michael Bazardo Osorio (Maracay, 11 giugno 1984) è un giocatore di baseball venezuelano.